# Анталия Оупън
Анталия Оупън (на английски: Antalya Open) е турнир по тенис за мъже, провеждан в края на септември в Анталия, Турция.  Турнирът е част от Международната серия на АТП, категория 250. Стартира през юни 2017 г. Играе се на тревни кортове до 2019 г.  През 2021 г. се играе на твърди кортове. 

## Финали

### Сингъл
| Година | Шампион                                 | Финалист                                | Резултат                                |
| ------ | --------------------------------------- | --------------------------------------- | --------------------------------------- |
| 2021   | Алекс де Минор                          | Александър Бублик                       | 2 – 0 отказва се                        |
| 2020   | Не се провежда (епидемията от КОВИД-19) | Не се провежда (епидемията от КОВИД-19) | Не се провежда (епидемията от КОВИД-19) |
| 2019   | Лоренцо Сонего                          | Миомир Кецманович                       | 6 – 7(5–7), 7 – 6(7–5), 6 – 1           |
| 2018   | Дамир Джумхур                           | Адриан Манарино                         | 6 – 1, 1 – 6, 6 – 1                     |
| 2017   | Юичи Сугита                             | Адриан Манарино                         | 6 – 1, 7 – 6(7–4)                       |